# Kanyon

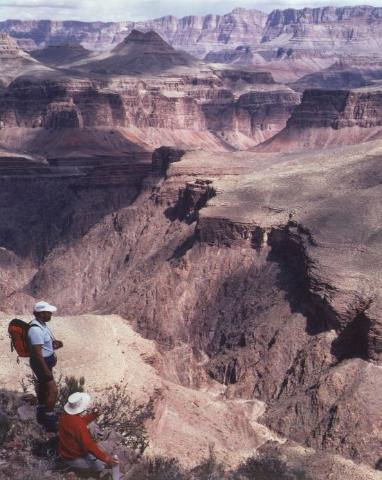
A Grand Canyon Arizonában.

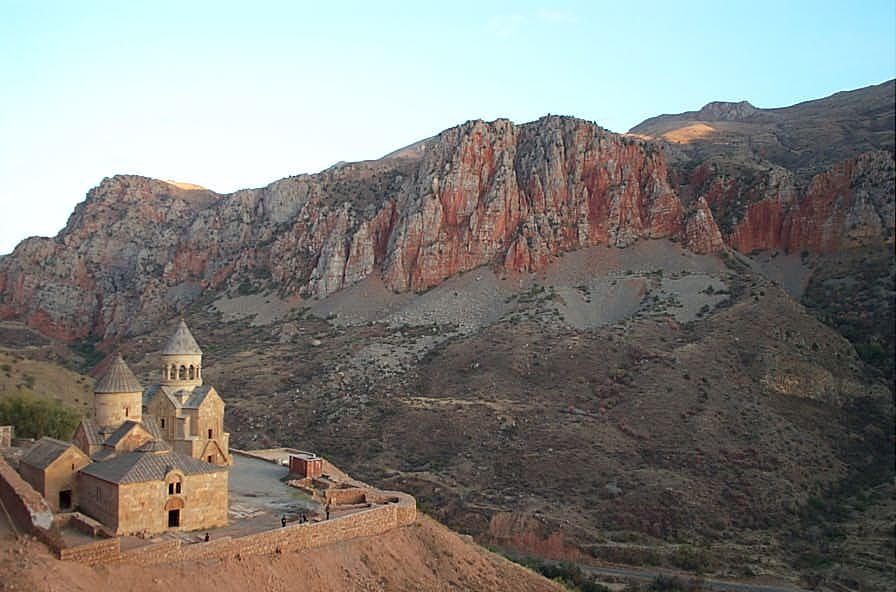
Noravank kolostora és kanyonja Örményországban.

A kanyon (eredetileg spanyol cañón) sziklafalak közt húzódó mély völgy, amelyet gyakran egy folyó vájt ki.
A legtöbb kanyon egy fennsík hosszú ideig tartó eróziójával jött létre. Gyakoribbak a száraz, mint a nedves éghajlatú vidékeken, mivel az eróziós időjárási hatások az előbbi helyeken erősebbek. A kanyonfalakat gyakran ellenálló homokkő vagy gránit sziklák alkotják.
Léteznek víz alatti kanyonok is, gyakran egy folyó torkolatának meghosszabbításaként.

## Kanyonok

### A legnagyobb kanyonok
A kanyonok nagyságának mérésére nem létezik széles körben elfogadott egzakt definíció. Mérhető például a kanyon mélysége, hossza, a kanyonrendszer területe, de az összehasonlítással gyakran gondok adódnak, például a legmélyebb kanyont keresve nehézség, hogy a viszonylag lapos fennsíkokba vésődő -tehát jól kivehető szegélyekkel rendelkező - kanyonok mélysége könnyen megállapítható, nem így van azonban a hegyi kanyonokkal. Sok nagy kanyon például a Himalájában megközelíthetetlensége miatt nem mérhető fel.
Sokan a Tibetben a Jarlung Cangpo folyó mentén elnyúló Jarlung Cangpo kanyont tartják a világ legmélyebb kanyonjának, ami az amerikai Grand Canyonnál valamivel még hosszabb is. Mindezek alapján a legnagyobb kanyon címet is ez érdemli sokak szemében.

### Amerika

#### USA
A legismertebb kanyon az arizonai Grand Canyon.
Az Amerikai Egyesült Államok délnyugati részében a kanyonok gyakran régészeti szempontból is fontosak. Az ősi pueblo indiánok és más népek nagyszámú sziklalakást hagytak itt maguk után.
A geológiai kiemelkedési folyamatok eredményeképp a kanyonok mélyén néha jelentős folyók kanyarognak. Ezek az úgynevezett beásott folyók, amelyek csak nagyon nehezen tudják módosítani folyóágyukat. Ilyen, tektonikai kiemelkedéssel létrejött beásott folyóvölgyet képez például az Egyesült Államokban a Colorado folyó és a Kígyó folyó.
A sikátorkanyon keskeny vízvájta kanyon, mint a híres arizonai Antilop-kanyon.
- Canyon de Chelly, Arizona
- Canyonlands Nemzeti Park, a Colorado folyó kanyonjai és fő mellékfolyója a Green River, Utah
- Columbia folyó szurdok, Oregon és Washington
- Glen Canyon, Utah és Arizona
- Glenwood Canyon, Colorado
- Grand Canyon, Arizona
- A Yellowstone Grand Canyon, Wyoming
- A Hells Canyon, Idaho, Oregon és Washington
- Leslie Gulch, Oregon
- Oneonta-szurdok, Oregon
- Palo Duro Canyon, Texas
- Rio Grande-szoros, Új-Mexikó
- Snake River Canyon, Idaho
- Tallulah szurdok, Georgia
- Waimea kanyon, Hawaii
- Zion Canyon, Utah

#### Mexikó
- Barranca de Oblatos, Jalisco
- Réz kanyon, Chihuahua
- Sumidero-kanyon, Chiapas

#### Peru
- Cotahuasi kanyon

### Európa

#### Egyesült Királyság
A vízben oldódó mészkő hegyekben gyakran úgy jön létre kanyon, hogy az előretörő víz először barlangokat váj magának, majd amikor a barlangrendszer beomlik, kanyon marad hátra. Ilyen beroskadással létrejött kanyon van például a somerseti Mendip dombságban (Mendip Hills) és az észak-angliai Yorkshire völgységben (Yorkshire Dales).
- Cheddar-szurdok, Somerset
- Avon-szurdok, Bristol

#### Franciaország
- Ardèche-szurdok, Rhône-Alpes
- Daluis-szurdok, Provence
- Gorges du Tarn
- Verdon-kanyon, Alpes-de-Haute-Provence

#### Ukrajna

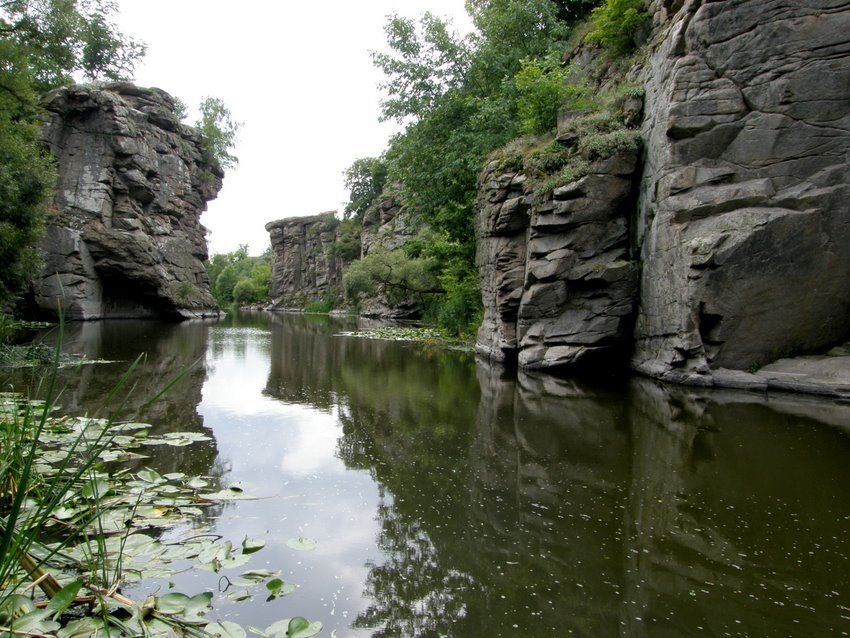
Buky kanyon, Ukrajna

- Aktove kanyon
- Buky kanyon
- Dnyeszter-kanyon

#### Egyéb
- Albánia — Osum Canyon

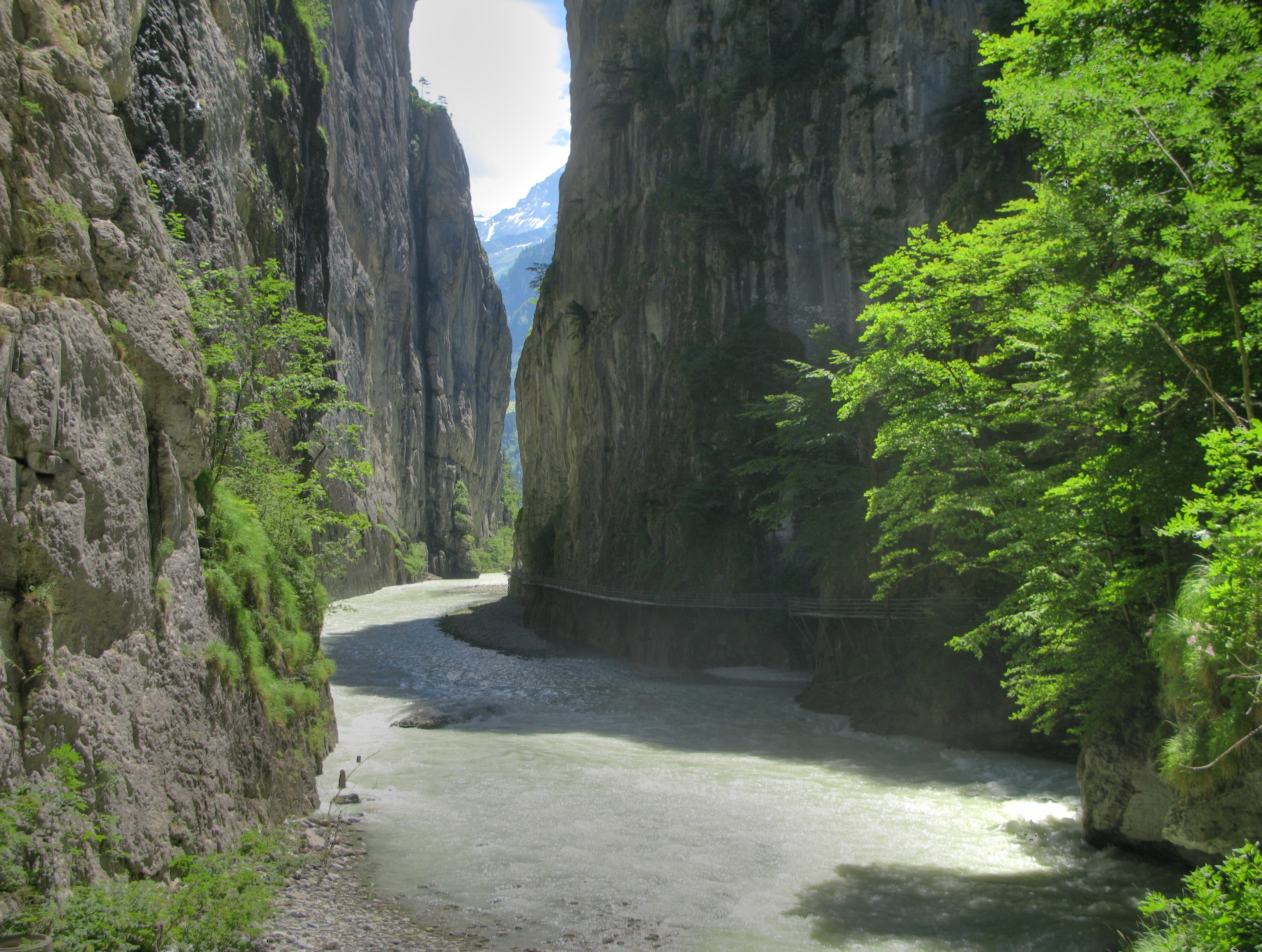
Aare szurdok, Svájc

- Bosznia-Hercegovina — Rakitnica, Drina, Neretva, Vrbas
- Bulgária — Trigrad-szurdok
- Németország — Partnach-szurdok
- Görögország — Vikos-kanyon, Samaria-szoros
- Grönland — Grönlandi Grand Canyon
- Izland — Fjaðrárgljúfur kanyon
- Koszovó — Rugova kanyon
- Észak-Macedónia — Matka-kanyon
- Montenegró /  Bosznia-Hercegovina — Tara folyó kanyonja
- Montenegró — Morača, Piva
- Norvégia — Šávču
- Lengyelország /  Szlovákia — Dunajec folyó szurdoka
- Szlovénia — Vintgar-szurdok
- Svájc — Aare-szurdok

### Ázsia

#### Kína
- Három-szurdok, Jangce
- Tigris ugráló szurdok, (Jinsha folyó) Jünnan
- Jarlung Cangpo kanyon, Tibet

#### India
- Gandikota, Kadapa körzet, Andhra Prades
- Raneh-vízesés, Chatarpur kerület, Madhya Pradesh
- Garadia Mahadev, Kota kerület, Radzsasztán
- Idukki, Nyugati-Ghátok, Kerala

#### Egyéb
- Kazahsztán — Charyn kanyon
- Nepál — Kali Gandaki kanyon
- Pakisztán — Indus folyó szurdoka a Himalájában
- Törökország — Ihlara-völgy Aksaray tartományban

## Kanyonok a földtörténet korábbi korszakaiban
A ma létező kanyonoknál lényegesen nagyobbak keletkeztek a messinai sókrízis idején, amikor a Földközi-tenger kiszáradt. A belé ömlő folyók, ahogy azt a Rhône és a Nílus esetében már fúrásokkal kimutatták, ekkoriban több száz, helyenként több ezer méter mély kanyonokat vájtak ki jelenlegi medrük alatt. Ezek a kanyonok folytatódtak a Földközi-tenger jelenlegi medrében is, a medencék legmélyebb pontjai felé.